# Premi Emmy 1984
La cerimonia della 36ª edizione dei Primetime Emmy Awards (36th Primetime Emmy Awards) si è tenuta al Pasadena Civic Auditorium di Pasadena (California) il 23 settembre 1984.
La cerimonia fu presentata da Tom Selleck.

## Primetime Emmy Awards
Per le candidature, furono presi in considerazione i programmi trasmessi tra il 1º luglio 1983 e il 30 giugno 1984.

### Migliore serie televisiva drammatica
- Hill Street giorno e notte (Hill Street Blues)[1]
- A cuore aperto (St. Elsewhere)
- Magnum, P.I.
- New York New York (Cagney & Lacey)
- Saranno famosi (Fame)

### Migliore serie televisiva comica o commedia
- Cin-cin (Cheers)[2]
- Bravo Dick (Newhart)
- Buffalo Bill
- Casa Keaton (Family Ties)
- Kate & Allie

### Miglior miniserie
- Concealed Enemies[3]
- I capi (Chiefs)
- George Washington
- Mary Astor
- Reilly, l'asso delle spie (Reilly, Ace of Spies)

### Miglior speciale drammatico o commedia
- Quelle strane voci su Amelia (Something About Amelia)[4]
- Adam
- The Day After - Il giorno dopo (The Day After)
- Dollmaker (The Dollmaker)
- Un tram che si chiama Desiderio (A Streetcar Named Desire)

### Migliore attore in una serie drammatica
- Tom Selleck – Magnum, P.I.[5]
- William Daniels – A cuore aperto
- John Forsythe – Dynasty
- Daniel J. Travanti – Hill Street giorno e notte

### Migliore attore in una serie comica o commedia
- John Ritter – Tre cuori in affitto (Three's Company)[6]
- Dabney Coleman – Buffalo Bill
- Ted Danson – Cin-cin
- Robert Guillaume – Benson
- Sherman Hemsley – I Jefferson (The Jeffersons)

### Miglior attore protagonista in una miniserie o speciale
- Laurence Olivier – Re Lear (King Lear)[7]
- Ted Danson – Quelle strane voci su Amelia
- Louis Gossett Jr. – Sadat
- Mickey Rooney – Bill solo con se stesso (Bill: On His Own)
- Daniel J. Travanti – Adam

### Migliore attrice in una serie drammatica
- Tyne Daly – New York New York[8]
- Debbie Allen – Saranno famosi
- Joan Collins – Dynasty
- Sharon Gless – New York New York
- Veronica Hamel – Hill Street giorno e notte

### Migliore attrice in una serie comica o commedia
- Jane Curtin – Kate & Allie[9]
- Joanna Cassidy – Buffalo Bill
- Shelley Long – Cin-cin
- Susan Saint James – Kate & Allie
- Isabel Sanford – I Jefferson (The Jeffersons)

### Miglior attrice protagonista in una miniserie o speciale
- Jane Fonda – Dollmaker[10]
- Ann-Margret – Un tram che si chiama Desiderio
- Jane Alexander – Calamity Jane
- Glenn Close – Quelle strane voci su Amelia
- JoBeth Williams – Adam

### Migliore attore non protagonista in una serie drammatica
- Bruce Weitz – Hill Street giorno e notte[11]
- Ed Begley Jr. – A cuore aperto
- Michael Conrad – Hill Street giorno e notte
- John Hillerman – Magnum, P.I.
- James Sikking – Hill Street giorno e notte

### Migliore attore non protagonista in una serie comica o commedia
- Pat Harrington Jr. – Giorno per giorno (One Day at a Time)[12]
- René Auberjonois – Cin-cin
- Nicholas Colasanto – Cin-cin
- Tom Poston – Bravo Dick
- George Wendt – Cin-cin

### Miglior attore non protagonista in una miniserie o speciale
- Art Carney – Il terribile Joe Moran (Terrible Joe Moran)[13]
- Keith Carradine – I capi
- John Gielgud – The Master of Ballantrae
- John Lithgow – The Day After - Il giorno dopo
- Randy Quaid – Un tram che si chiama Desiderio
- David Ogden Stiers – Voglia di vincere (The First Olympics: Athens 1896)

### Migliore attrice non protagonista in una serie drammatica
- Alfre Woodard – Hill Street giorno e notte per l'episodio Doris in Wonderland[14]
- Barbara Bosson – Hill Street giorno e notte
- Piper Laurie – A cuore aperto per l'episodio Lust et Veritas
- Madge Sinclair – Trapper John (Trapper John, M.D.)
- Betty Thomas – Hill Street giorno e notte

### Migliore attrice non protagonista in una serie comica o commedia
- Rhea Perlman – Cin-cin[15]
- Julia Duffy – Bravo Dick
- Marla Gibbs – I Jefferson
- Paula Kelly – Giudice di notte (Night Court)
- Marion Ross – Happy Days

### Miglior attrice non protagonista in una miniserie o speciale
- Roxana Zal – Quelle strane voci su Amelia[16]
- Beverly D'Angelo – Un tram che si chiama Desiderio
- Patty Duke – George Washington
- Cloris Leachman – Ernie Kovacs - Tra una risata e l'altra (Ernie Kovacs: Between the Laughter)
- Tuesday Weld – L'inverno del nostro scontento (The Winter of Our Discontent)

### Migliore regia per una serie drammatica
- Hill Street giorno e notte – Corey Allen per l'episodio Goodbye, Mr. Scripps[17]
- Hill Street giorno e notte – Thomas Carter per l'episodio Midway to What?
- Hill Street giorno e notte – Arthur Allan Seidelman per l'episodio Doris in Wonderland
- Saranno famosi – Robert Scheerer per l'episodio Forza di volontà

### Migliore regia per una serie comica o commedia
- Kate & Allie – Bill Persky per l'episodio A Very Loud Family[18]
- After MASH – Larry Gelbart per l'episodio Fall Out
- Buffalo Bill – Ellen Falcon per l'episodio Jo-Jo's Problem, part 2
- Cin-cin – James Burrows per l'episodio Vecchi amori

### Miglior regia per una miniserie o speciale
- Concealed Enemies – Jeff Bleckner[19]
- The Day After - Il giorno dopo – Nicholas Meyer
- Ernie Kovacs - Tra una risata e l'altra – Lamont Johnsons
- Quelle strane voci su Amelia – Randa Haines
- Un tram che si chiama Desiderio – John Erman

### Migliore sceneggiatura per una serie drammatica
- A cuore aperto – John Ford Noonan, John Masius, Tom Fontana per l'episodio The Women[20]
- A cuore aperto – Tom Fontana, John Masius per l'episodio All About Eve
- A cuore aperto – John Masius, Tom Fontana, Garn Stephens, Emilie R. Small per l'episodio Newheart
- A cuore aperto – Mark Tinker, John Tinker, John Masius, Tom Fontana per l'episodio Qui Transulit Sustinet
- Hill Street giorno e notte – Jeff Lewis, Michael I. Wagner, Karen Hall, Mark Frost, Steven Bochco, David Milch per l'episodio Grace Under Pressure
- Hill Street giorno e notte – Peter Silverman, Steven Bochco, Jeff Lewis, David Milch per l'episodio Doris in Wonderland

### Migliore sceneggiatura per una serie comica o commedia
- Cin-cin – David Angell per l'episodio Vecchi amori[21]
- Buffalo Bill – Tom Patchett per l'episodio Wilkinson's Sword
- Buffalo Bill – Tom Patchett e Jay Tarses per l'episodio Jo-Jo's Problem, part 2
- Cin-cin – Glen Charles e Les Charles per l'episodio L'equilibrio del potere
- Cin-cin – David Lloyd per l'episodio Otello in erba

### Migliore sceneggiatura per una miniserie o speciale
- Quelle strane voci su Amelia – William Hanley[22]
- Adam – Allan Leicht
- The Day After - Il giorno dopo – Edward Hume
- Dollmaker – Susan Cooper e Hume Cronyn
- Ernie Kovacs - Tra una risata e l'altra – April Smith